# Polygala pterocarya
Polygala pterocarya är en jungfrulinsväxtart som beskrevs av Chod.. Polygala pterocarya ingår i släktet jungfrulinssläktet, och familjen jungfrulinsväxter. Inga underarter finns listade i Catalogue of Life.